# Cindy (personaggio)
Cindy è un personaggio dei cartoni animati di Hanna-Barbera. È l'interesse amoroso dell'orso Yoghi, con il quale instaura un reciproco corteggiamento.

## Storia
L'orsetta Cindy apparve per la prima volta nel 1961 nella serie televisiva The Yogi Bear Show, come un personaggio semi-ricorrente. Il disegno originale era  caratterizzato da una pelliccia blu, un cappello, un foulard bianco al collo e portava un ombrellino parasole, in tinta con la sua minigonna increspata.

È apparsa da co-protagonista nel film del 1964 Yoghi, Cindy e Bubu, in cui viene tenuta prigioniera in un circo e fatta esibire come equilibrista funambola, stimolando Yoghi e Bubu a venire in suo soccorso. Per il film, è stata ridisegnata dal direttore artistico Iwao Takamoto, nella versione moderna più familiare con una pelliccia marrone chiaro, una mini gonna increspata di colore azzurro e un foulard giallo al collo.
Cindy ha ricevuto una piccola serie di modifiche al disegno. In Natale con Yoghi aveva una pelliccia marrone scuro e capelli bianchi, così come un certo numero di diversi abiti, che ha indossato per tutto il film.

## Il personaggio
E' una giovane femmina di orso grigio, residente nel parco di Jellystone. E' civettuola e ha modi raffinati. Di solito porta con sé un ombrello con il quale gioca timidamente. Ha la frangia sulla fronte e una margherita che le adorna il cappellino. I suoi occhi civettuoli risaltano con lunghe ciglia. Ha una bandana gialla legata al collo e indossa solo un tutù azzurro. E' raramente coinvolta nelle stesse stravaganti avventure di Yoghi e Bubu, e non condivide lo stesso rapporto antagonistico con il Ranger Smith. La sua storia d'amore con l'orso Yoghi è tipicamente raffigurata come un lascia e piglia, con lei che lo insegue, mentre lui a volte evita le sue avances ed altrettanto spesso la contraccambia.
È caratterizzata da un carattere dolce, romantico e sognatore, fa infatti molti progetti riguardanti lei e l'orso Yoghi, ma quest'ultimo è troppo preso dalle sue mirabolanti avventure, per contraccambiarla. Parla con accento del sud e nel The New Yogi Bear Show, ne viene anche  presentata la madre; infatti, nella serie viene rivelato che Cindy proviene da una famiglia benestante del sud.